# Wolodymyr Demtschyschyn

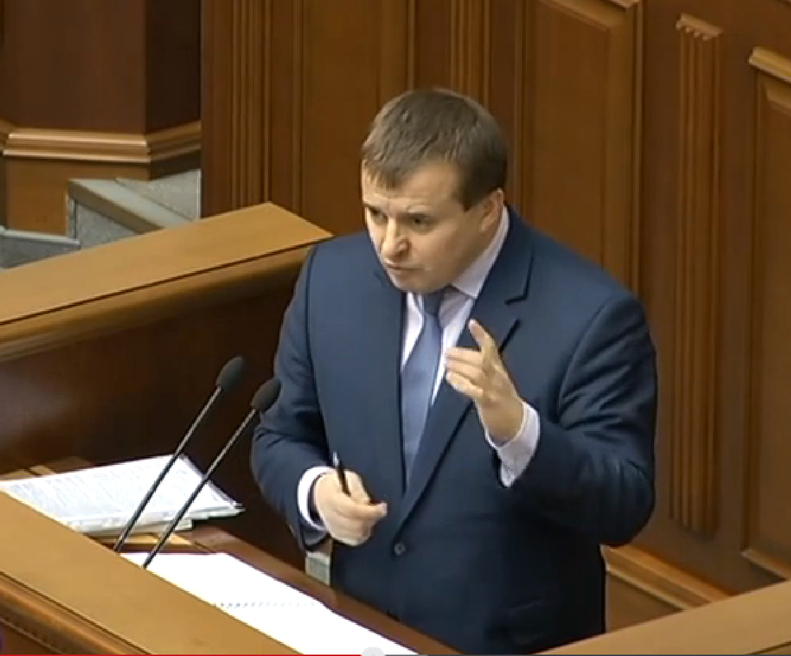
Wolodymyr Demtschyschyn, 6. Februar 2015

Wolodymyr Wassyljowytsch Demtschyschyn (* 12. November 1974 in Lwiw, Ukrainische SSR) ist ein ukrainischer Politiker. Demtschyschyn war von 2014 bis 2016 Minister für Energie und Kohleindustrie der Ukraine.

## Leben
Demtschyschyn studierte an der Iwan-Franko-Universität in Lwiw, der Europa-Universität Viadrina in Frankfurt (Oder) und der University of Kansas. Er besitzt einen Abschluss als Master of Business Administration.
2003 startete er seine Karriere im Banksektor, in der er bis 2008 zum Abteilungsdirektor der Bankgruppe „Investment-Banking Ukraine“ (Інвестиційний капітал Україна) in Kiew aufstieg.
Von August bis Dezember 2014 war er der Vorsitzende der Nationalen Kommission für die staatliche Regulierung der Energieversorgung und am 2. Dezember 2014 wurde Demtschyschyn zum Minister für Energie und Kohleindustrie der Ukraine im zweiten Kabinett Jazenjuk ernannt. Nach der Kabinettsumbildung am 14. April 2016 endete seine Amtszeit als Minister.